# Johann Steiner (Politiker)
Johann Steiner (* 8. Mai 1892 in Mannheim; † 22. Dezember 1973 in Coburg) war ein deutscher Politiker der KPD.

## Leben und Beruf
Nach dem Besuch der Volksschule in Mannheim absolvierte Steiner eine Kaufmannslehre und war danach im erlernten Beruf tätig. 1922 gründete und betrieb er eine Gesellschaft zum Vertrieb russischer Marken. Eine Zeitlang gehörte er dem Vorstand der Südwestdeutschen Druckereigenossenschaft in Mannheim an, welche die Mannheimer Arbeiter-Zeitung herausgab. 1930 wurde Geschäftsführer dieses Verlags. Diese Stelle verlor er im März 1933, als die Arbeiter-Zeitung durch die NS-Behörden verboten wurde.
Im „Oberbadischen Aufstand“ 1923 war er Kampfleiter der KPD für Oberbaden. Am 22. November 1923 geriet er in Untersuchungshaft. Rund ein Jahr später, am 2. Dezember 1924, wurde er vom Staatsgerichtshof in Leipzig zu acht Jahren Zuchthaus wegen Vorbereitung zum Hochverrat und Sprengstoffvergehens verurteilt. Seine Haft verbrachte er im Zuchthaus Bruchsal. Aufgrund einer Amnestie wurde er bereits zum 16. Juli 1928 entlassen.
Nachdem seine Wohnung im März 1933 durch die SA und einige Zivilpersonen (mutmaßlich Mitarbeiter der Gestapo) durchsucht und 200 seiner Bücher beschlagnahmt wurden, tauchte Steiner unter und lebte nunmehr illegal im Untergrund. Er engagierte sich im kommunistischen Widerstand und schmuggelte illegale Schriften von Frankreich nach Deutschland. Bei einer dieser Schmuggelaktinen wurde er im Juli 1933 in Mothern gefasst, in Haft genommen und in Straßburg zu 15 Tagen Haft wegen Passvergehens sowie anschließender Ausweisung aus Frankreich verurteilt.
Später emigrierte Steiner nach Basel, wo er sich im gewerkschaftlichen Widerstand betätigte. Im Oktober 1936 nahm er am spanischen Bürgerkrieg teil, er war Teil der XIII. Internationalen Brigade aufseiten der republikanischen Armee. Nach dem Krieg hielt er sich im Rahmen eines sogenannten „Erholungsurlaubs“ illegal in Paris auf. Am 16. Juni 1938 wurde er durch die französischen Behörden verhaftet und zu einem Monat Haft wegen Passvergehens verurteilt. Nach seiner Entlassung wurde er am 31. Juli 1938 erneut aus Frankreich ausgewiesen.
Am 1. Dezember 1943 wurde er durch die Schweizer Behörden verhaftet und verbüßte eine Untersuchungshaft in Basel. Im Januar 1944 wurde ein Verfahren wegen illegaler Parteiarbeit eingeleitet, dieses wurde im Folgemonat wieder eingestellt. Ab dem 17. Februar 1944 wurde er wegen Bannbruchs und Schmuggel inhaftiert, zunächst im Zuchthaus Thorberg, später im Arbeitslager Bassecourt und im Arbeitslager Olsberg.
Im Juli 1945 kehrte er nach Mannheim zurück und wurde dort Angestellter in der Stadtverwaltung. Im März 1946 wurde er dort zum Amtsvorstand im Wohnungsamt berufen.
Steiner war seit 1921 mit Frieda, geborene Wechlin, verheiratet. Diese geriet im Februar 1934 in sechswöchige, sogenannte „Schutzhaft“, nachdem sie von den NS-Behörden mehrfach bezüglich des Aufenthaltsorts ihres Ehemannes verhört wurde.

## Politik
1925 wurde Steiner in den Badischen Landtag gewählt, schied aber bereits zum 8. November des Jahres wieder aus. Sein Nachfolger war Max Bock.